# Adonisea chrysellus
Adonisea chrysellus är en fjärilsart som beskrevs av Augustus Radcliffe Grote 1874. Adonisea chrysellus ingår i släktet Adonisea och familjen nattflyn. Inga underarter finns listade i Catalogue of Life.